# 해상대대 (독일 연방방위군)
해상대대(海上大隊, 독일어: Seebataillon)는 독일 해군의 대대급 해병대이다.
2005년 4월 1일에 창설하여 운영하였던 기존의 해군보호부대(독일어: Marineschutzkräfte; MSK)를 개편하여 2014년 4월 1일에 창설하였다.